# Uroxys gorgon
Uroxys gorgon là một loài bọ cánh cứng trong họ Bọ hung (Scarabaeidae).